# 建屋のヒダリマキガヤ

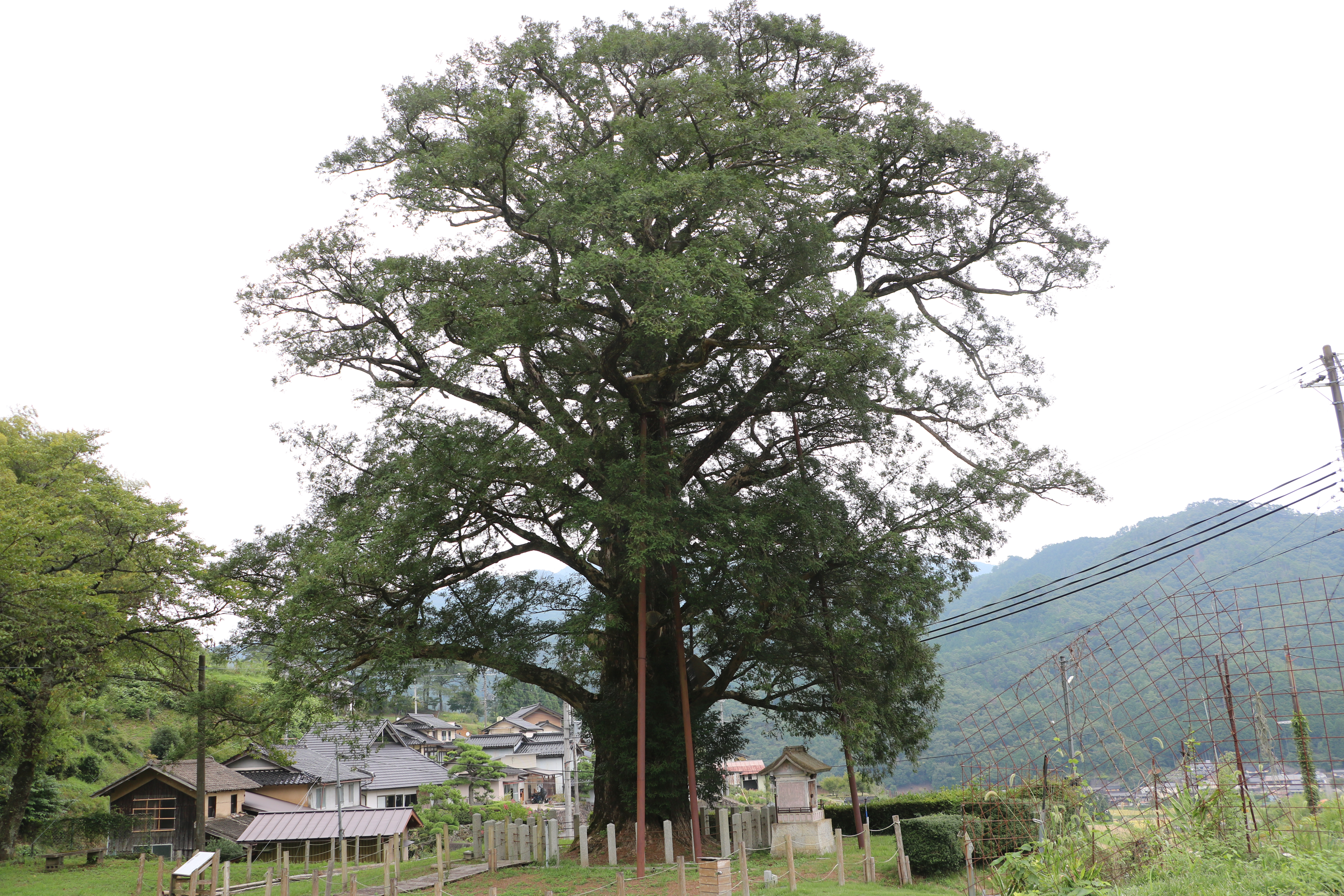
建屋のヒダリマキガヤ。2018年9月7日撮影。

建屋のヒダリマキガヤ（たきのやのヒダリマキガヤ）は、兵庫県養父市能座にある国の天然記念物に指定されたヒダリマキガヤの巨木である。
ヒダリマキガヤとはカヤ（榧）の変種のひとつ。通常のカヤの種子は外殻にあるスジが直線状であるが、このカヤの種子には左巻きの波紋状のスジがあるものが多いため、ヒダリマキガヤ（左巻榧）の名前がある。ヒダリマキガヤでは日本最大の巨樹であり、1951年（昭和26年）6月9日に国の天然記念物に指定された。指定名称は当地の旧村名建屋村から名づけられている。

## 解説

### 由来

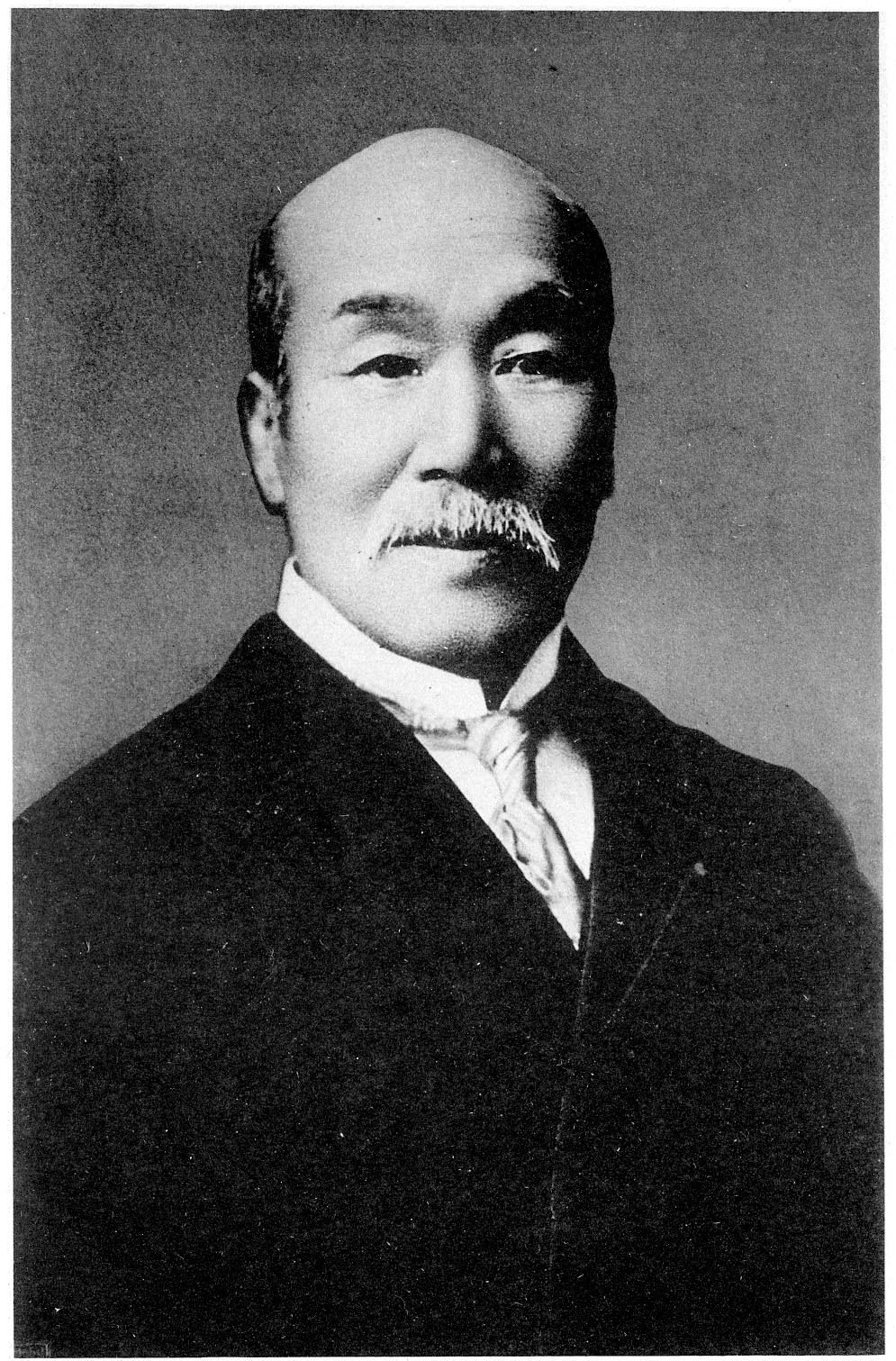
北垣国道。

建屋のヒダリマキガヤは、高さ26メートル、幹囲7.4メートル、根回り16.5メートル、地上3.7メートルのところで主幹が南北の2本に枝分かれしており、枝張りは東西約20メートル、南北に約28メートルに及んでいる。推定樹齢は約800年、近畿地方以西のカヤとしては最大、ヒダリマキガヤに限定すれば日本一の巨樹であり、1938年（昭和13年）3月に兵庫県指定文化財（県指定天然記念物）となり、1951年（昭和26年）6月9日には国の天然記念物に指定された。
本樹は兵庫県養父市能座（のうざ）地区の棚田と民家が混在する標高220メートル付近に生育する。この場所は能座地区のほぼ中央に位置しており、地域の人々は親しみをこめて「かやのきさん」と呼んでいる。本樹のある敷地は第3代京都府知事として琵琶湖疏水を計画した北垣国道の生家跡地で、跡地の谷側（東側）にヒダリマキガヤがあり、山側（西側）の空き地に江戸時代に当村の庄屋を務めた北垣家の母屋があったとされ、ヒダリマキガヤの傍にある小さな祠は生野義挙で亡くなった同士を弔うため北垣国道が建立したものである。
毎年9月下旬から10月初旬頃に多くの種子を落とし、能座の人々はこれを好んで炒って食べる。また、縁起の良いものとして正月飾りの蓬莱盆に栗や干し柿などと共にヒダリマキガヤの種子を飾り、元旦の朝、お茶を飲みながら食べる風習が残されている。また、カヤの実からは良質の食用油が精製され、この油は太平洋戦争以前には京都の北垣家に毎年届けられていたという。

### 保護再生事業

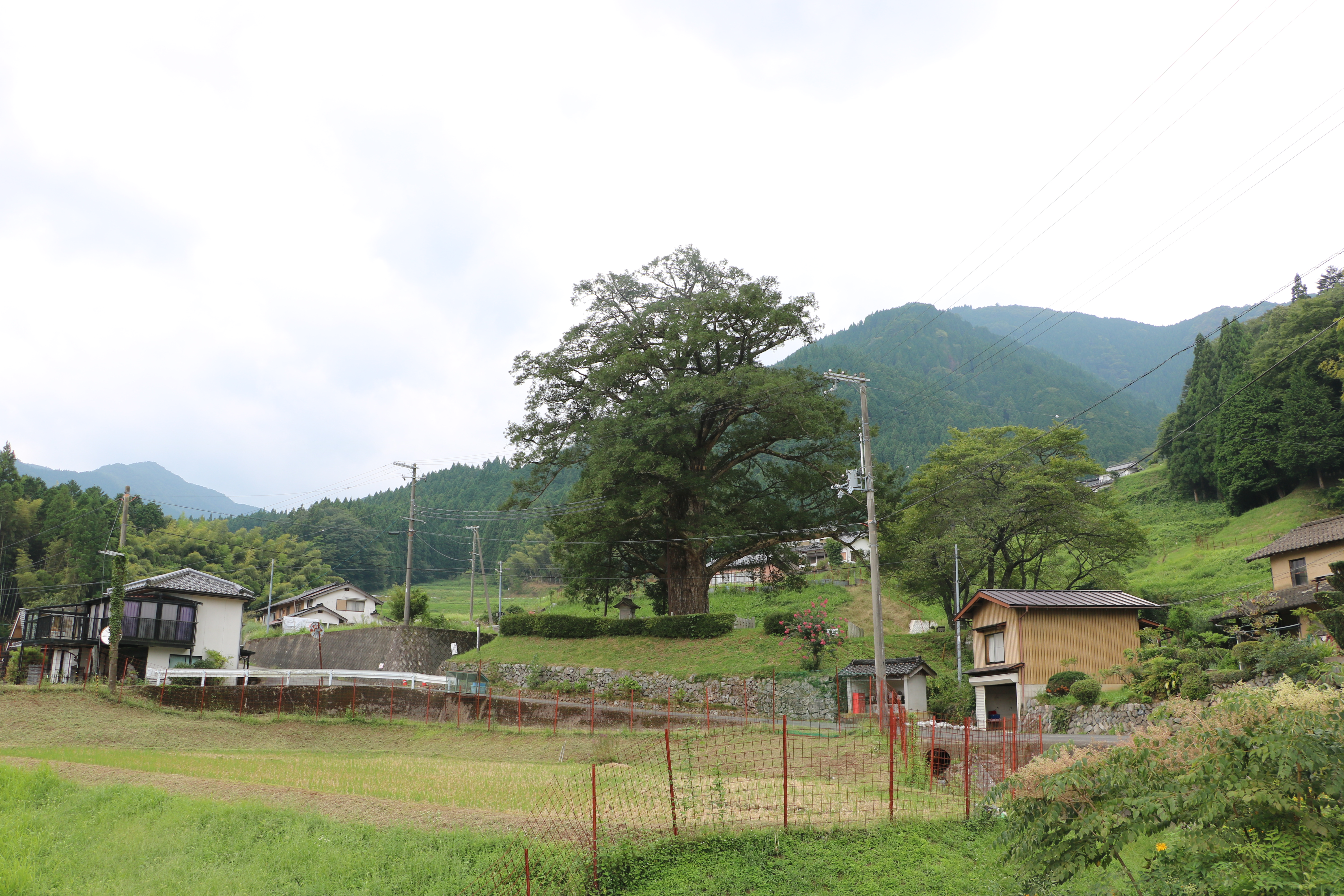
能座地区の中央に生育している。2018年9月7日撮影。

建屋のヒダリマキガヤは1993年（平成5年）9月の台風13号の影響による北側斜面の崩壊以降、枯れ枝が目立ち始め、葉の密度の減少、カヤの実もほとんど実らなくなるなど、徐々に樹勢に衰えが見られ始めた。調査を行ったところ根系（こんけい）の衰えが確認されたため、国庫補助事業として2007年（平成19年）から3ヶ年にわたり保護再生事業が行われた。
日本樹木医会兵庫県支部の樹木医らが中心となり、衰退した根系について詳細な調査が行われ、主幹の周囲2.5メートルから5メートル、深さ60cmから200cmの範囲が調べられた。生垣のある東側の根系は状態が良かったが他は良い状態とは言えず、特に西側の状態が悪く、多数の枯死し腐った根に沿って細い根が伸びたいた。これは搬入土砂の埋め立てや、周囲の土壌が踏み固められたことにより根に空気と水が供給されなくなったことが原因であることがわかった。土壌改良のため根元の西側および北側に幅100cm深さ30cmの帯状の溝を掘り、真砂土や火山性改良土壌の混合土壌、EB-aなどの土壌改良剤が注入された。
また、水分不足解消のため深さ40cm長さ17メートルの木製水路を東側から北方向へ向かって樹木を半周するような形で廻らし、さらにシンカータイマーで1週間に30分間自動散水するスプリンクラーが4ヶ所設置された。樹木本体は積雪や強風による折損を防止するため、大枝に吊支柱が5本設置された。根元の周囲は踏み固めによる土壌硬化を防ぐため見学者用の木道が設けられた。保護再生事業の効果は2010年（平成22年）頃から見られ始めカヤの実の大きさや数、枝葉の増加が進んでいる。

### 能座かやの木保存会

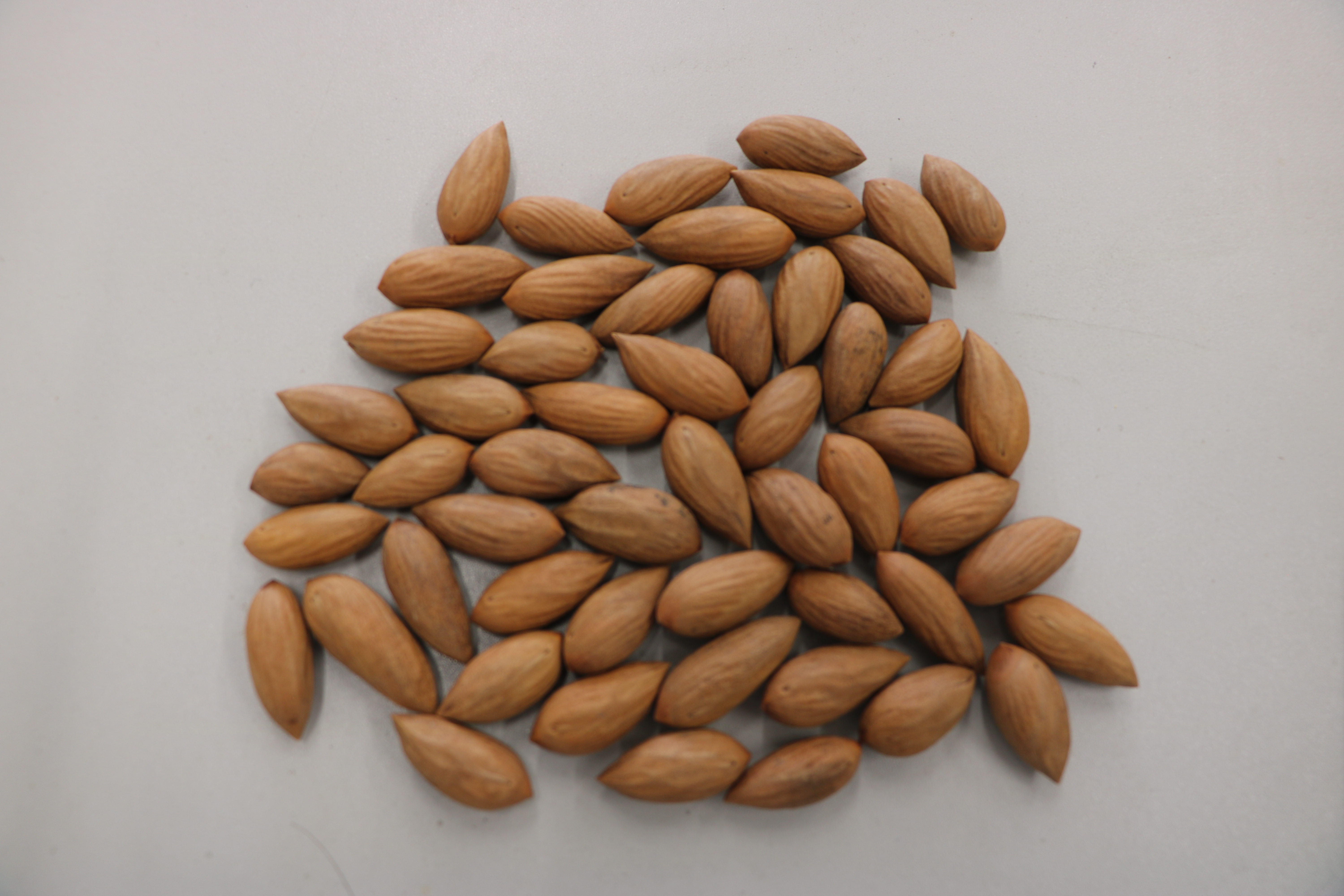
建屋のヒダリマキガヤの実。2018年10月5日撮影。

前述したように本樹は古くより生育地である能座地区の人々との所縁が深く、ヒダリマキガヤを保護する取り組みが古くから行われてきた。本樹は地上3.7メートルほどのところで主幹が大きく南北2つに分枝しており、強風や積雪などの影響により双方の枝の重さで裂ける恐れがあるため、明治の中ごろには2つの大きな枝を囲むように鎖が設置された。1938年（昭和13年）に兵庫県指定文化財に指定された後も、樹木の周囲に玉垣を設置したり、鎖の補充や調整、枯枝の伐採、などの保護活動が行われてきた。
1998年（平成10年）7月に能座地区住民により「能座かやの木保存会」が設立された。保存会は保護再生事業後、訪れる見学者のため案内板を設置し、周囲の玉垣の補修などを行った。土地所有者の好意により見学者用の駐車場が作られ、地区にある建屋小学校ではヒダリマキガヤを題材にした全校児童による劇が行われるなど地元の関心が高い。
また、保存会では例年9月下旬に落果したカヤの実を収穫し、灰汁抜きをして1週間以上乾燥させたものを販売しており、その売り上げは保護活動に充てられている。

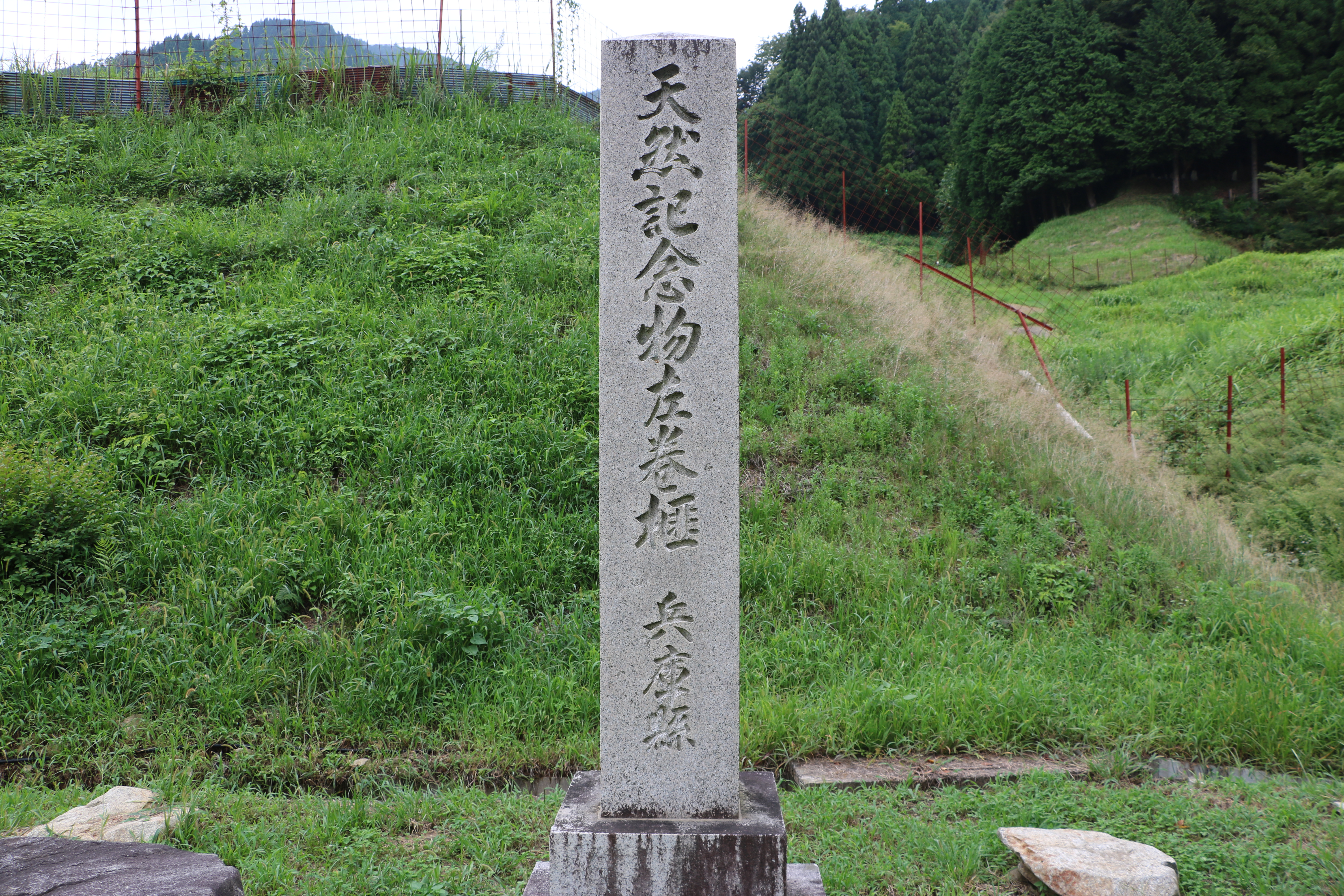
天然記念物指定石碑。
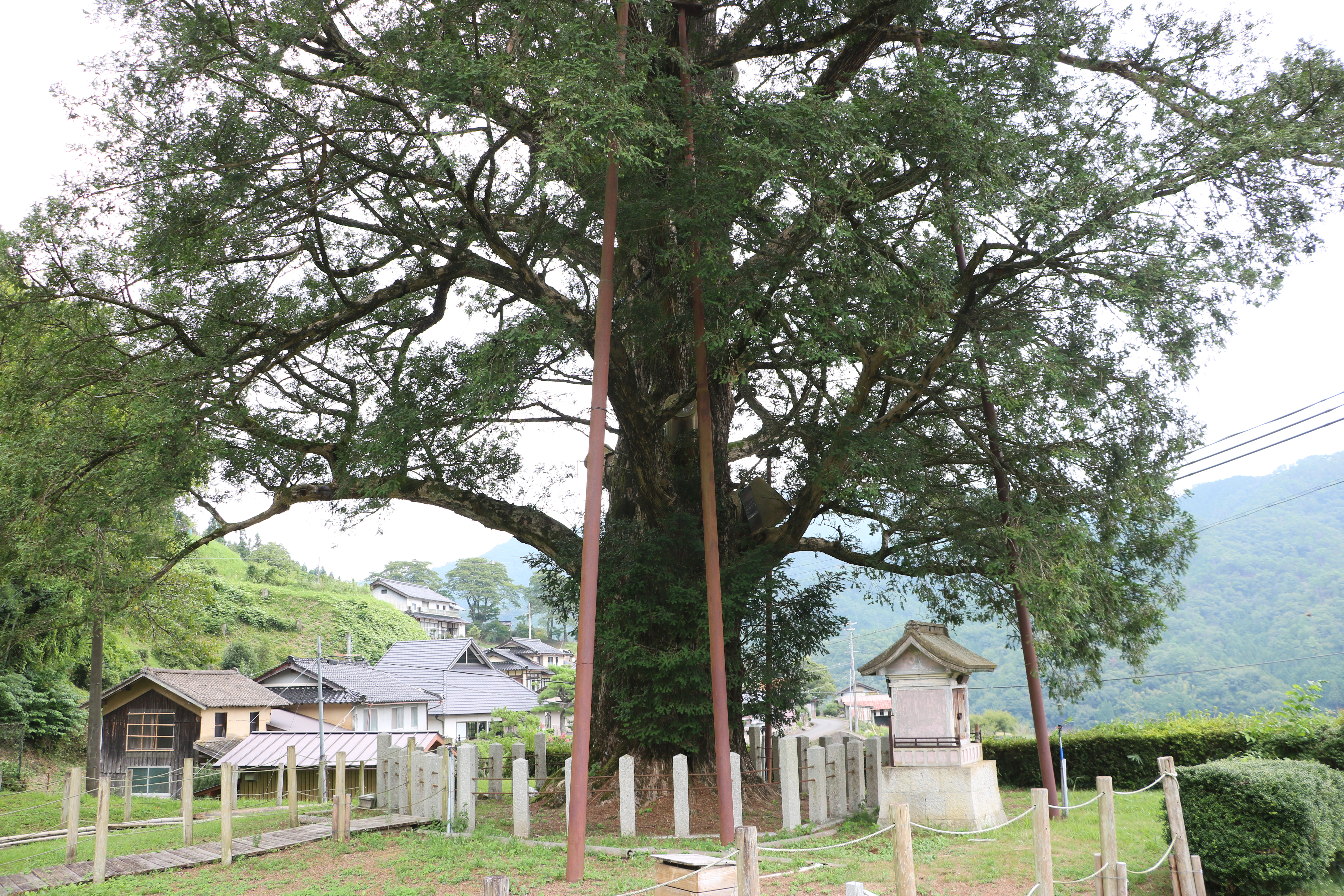
北垣国道が建立した生野義挙戦死者を弔う祠が根元の傍にある。
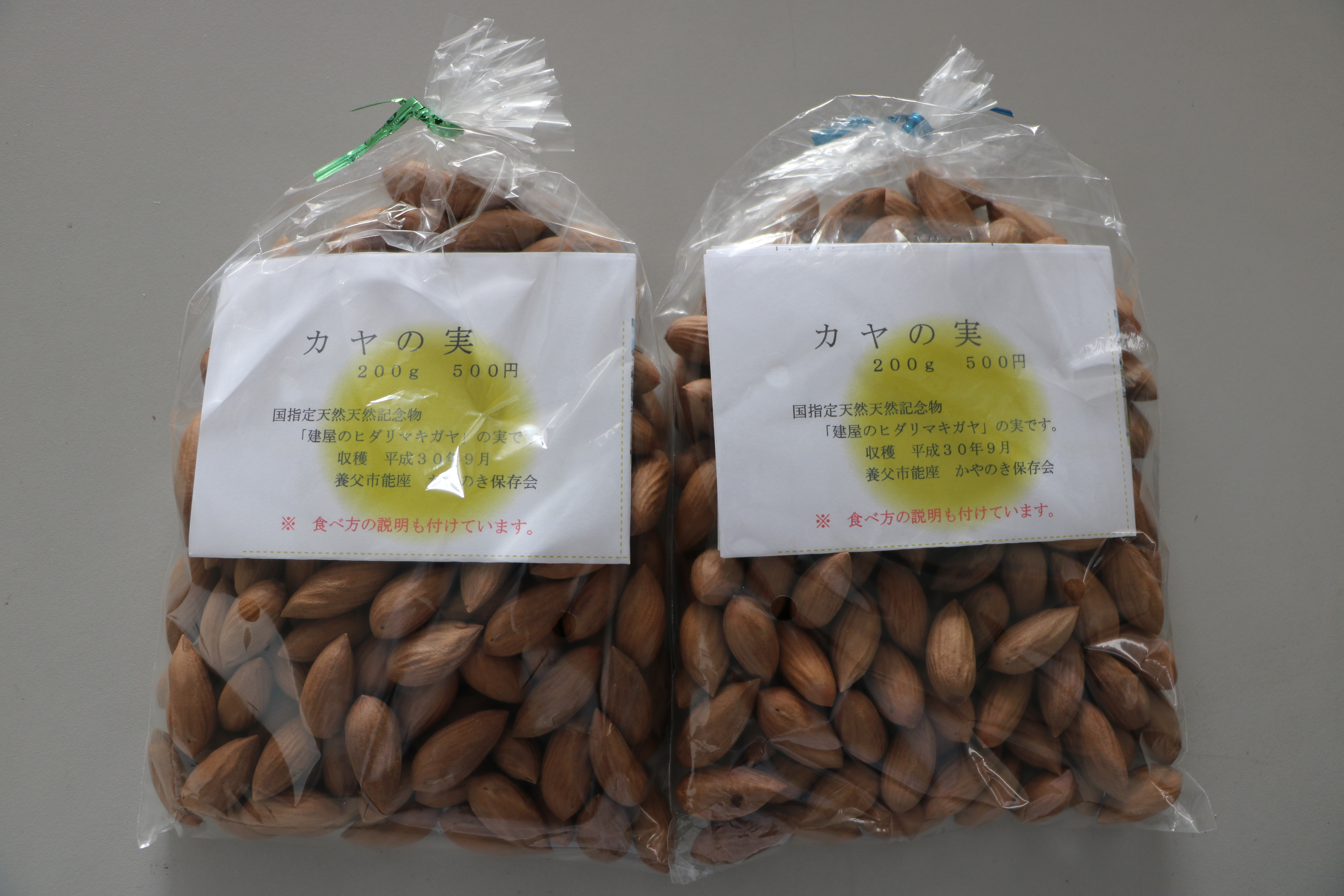
能座かやの木保存会が販売するカヤの実。

## 交通アクセス
所在地
- 兵庫県養父市能座548[16]。

交通
- JR播但線新井駅よりタクシー約10分[16]。
- JR山陰本線八鹿駅より全但バス井の坪行き、能座口バス停下車、西に徒歩約15分[16]。

## 周辺
- ログハウスとキャンプの石ヶ堂古代村
- あさご芸術の森、あさご芸術の森美術館
- 多々良木ダム
- 竹田城跡
- 立雲峡